# Triana Casco Antiguo

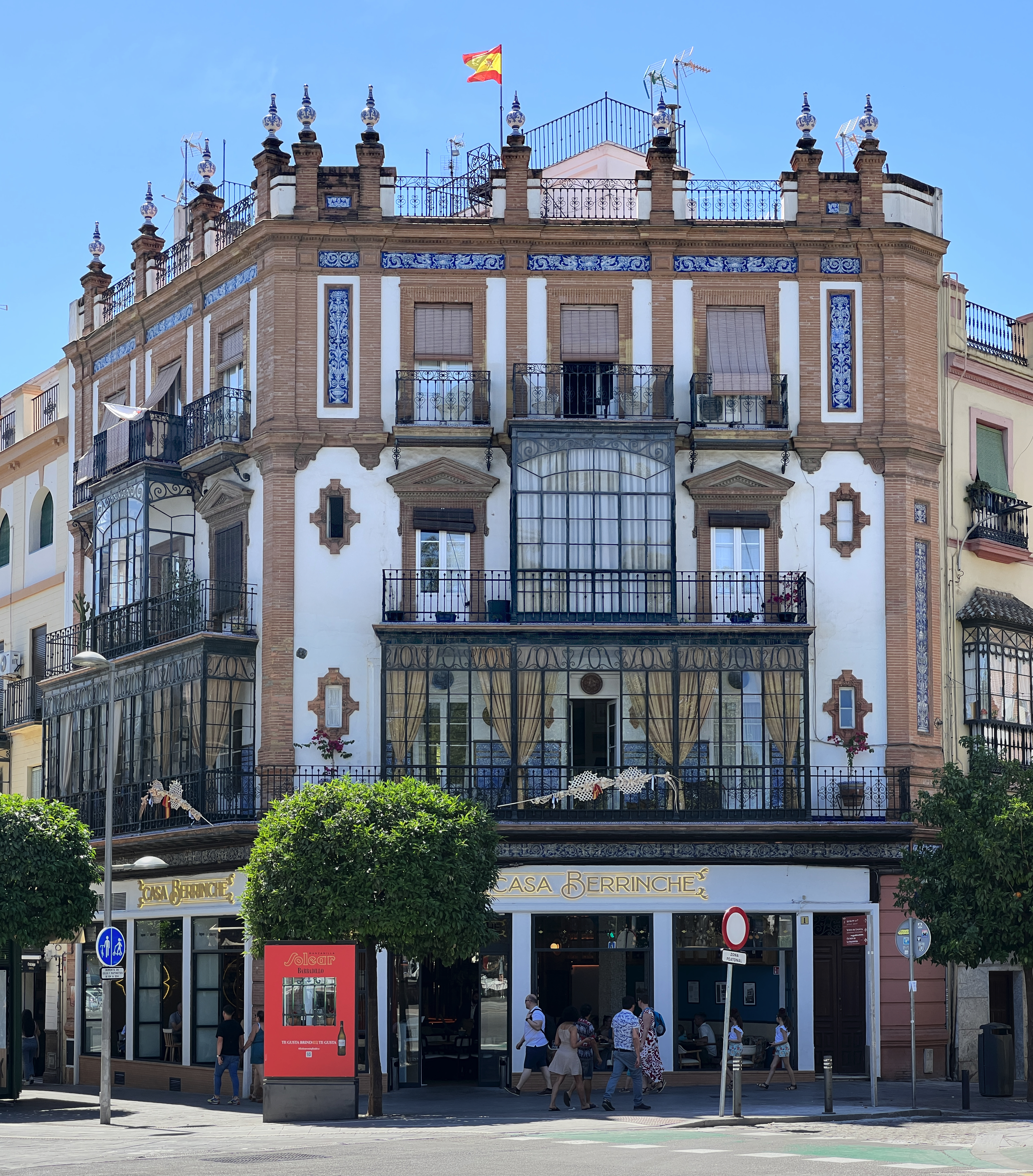
Un immeuble de la rue San Jorge.

Le Centre Historique de Triana (Casco Antiguo, en langue espagnole) a une superficie de 330 mètres et une extension de 0,4 ha. Il s'étend du pont Isabel II vers la rue San Jacinto. Les rues qui entourent la ancienne ville de Triana sont la rue Betis, la rue Purza, la rue San Jorge et la promenade Nuestra Señora de la O.[Où ?]

## Histoire
Le développement de l'ensemble du quartier historique de Triana s'est produit d'une manière très spéciale à partir de 1852, lorsque le vieux pont de Barcas qui existait là où il est maintenant le premier pont Triana Bridge que la ville de Séville avait entre les deux rives du fleuve Guadalquivir.

## Les rues du quartier

### Rue Betis
La rue Betis est située sur les rives du fleuve historique Guadalquivir, de l'autre côté du noyau central de la ville à l'intérieur des murs.
Il relie la Plaza de Cuba, qui se trouve à son extrémité sud, à la Plaza del Altozano, qui se trouve à son extrémité nord ; il relie le pont de San Telmo à celui d'Isabel II ou "pont de Triana", les deux ponts historiques les plus emblématiques de la ville.

### Rue Pureza
La rue Pureza à Séville est située au cœur du quartier populaire de Triana, sur la rive droite du fleuve Guadalquivir.Il relie la place Altozano à la rue Troya, où il se termine. Il y a plusieurs rues à droite, comme les rues Fabié, Rocío, Vázquez de Leca ou Bernardo Guerra; tandis qu'à gauche il y en a d'autres qui sont très courtes en raison de la proximité du fleuve, comme la rue Arfián, la rue Juan de Lugo, la rue Duarte ou la rue Luis de Cuadra.
Parmi les bâtiments singuliers se détachent quelques édifices très importants comme l'église de Santa Ana, magnifique temple gothique, ou la Chapelle des Marins et de la Confrérie de l'Espérance de Triana.

### Callejón de la Inquisición
L'allée de l'Inquisition de Séville est située dans le quartier de Triana Casco Antiguo. Il correspond au district postal 41010.Il s'agit d'un passage étroit d'environ 35 mètres de long et une ligne droite, communique le Paseo de Nuestra Señora de la O à côté du Guadalquivir avec la rue Castilla à sa confluence avec Callao rue.
Il doit son nom à sa proximité avec le château de San Jorge, qui fut il y a des siècles la prison des hérétiques et la cour de l'Inquisition.  Le sol de l'allée est en pierre et se termine par une arche qui mène à la promenade, construite en brique.

### Rue Párroco Pedro Ramos Lagares
La rue Párroco Pedro Ramos Ramos Lagares, ancienne rue du nom O par laquelle elle est encore connue populairement est un passage, d'environ 40 mètres de long, qui va de l'arche qui donne sur la rue Castilla jusqu'au Paseo de Nuestra Señora de la O près du bassin du Guadalquivir.
La rue est dédiée à Pedro Ramos Lagares (décédé le 6 janvier 1950) qui fut le premier curé de la paroisse de Nuestra Señora de la O Il était l'oncle d'Antonio Ríos Ramos, président du Conseil des Confréries.
Selon les ordonnances municipales, il est considéré comme un espace public protégé depuis 1999,donc il n'est pas permis de faire des œuvres qui ne respectent pas le caractère actuel de la même.

### Rue Pelay Correa
D'une longueur de près de 400 mètres, elle relie les rues Rodrigo de Triana et Victoria -qui en est le prolongement-, où elle commence, avec la rue Troya où elle se termine, suivant un chemin qui, après un premier virage, est parallèle à l'ancien cours du Guadalquivir, dont seulement deux blocs le séparent.
En ce sens, à droite, vous verrez le passage Bernal Vidal et la Plaza de Santa Ana ; et à gauche, les rues Torrijos, Vázquez de Leca et Bernardo Guerra.Est une rue résidentielle, qui a néanmoins quelques établissements commerciaux pour l'hôtellerie concentrés dans les environs de la place de Santa Ana, vers le milieu de son parcours.

## Musée Centro Cerámica Triana
Le Centro Cerámica Triana, adresse rue Callao 16 créé dans l'ancienne usine de Santa Ana, située à Triana et l'un des derniers centres de production de céramique de Séville, possède des pièces en céramique dessinées par Aníbal González et qui ornent la monumentale Plaza de España, des pièces provenant des collections du musée de la Mairie de Séville, des prêts du collectionneur Vicente Carranza, la Junta de Andalucía et l'État, avec une sélection par Alfonso Pleguezuelo, professeur en histoire de l'art.